# Love Metal
Love Metal é o quarto álbum de estúdio da banda finlandesa HIM, lançado a 14 de Abril de 2003. Lance Teegarden do PopMatters elogiou seus "ganchos pop emotivos, um som pesado e harmônico, lamentos sobre amor, morte e perdão, e um senso seguro de música". Ele, no entanto, criticou a composição como estereotipada, mas concluiu sua crítica afirmando: "ninguém está fazendo toda a coisa de rock gótico de forma tão convincente quanto HIM está agora."

## Faixas
1. "Buried Alive By Love" – 5:01
2. "The Funeral of Hearts" – 4:30
3. "Beyond Redemption" – 4:28
4. "Sweet Pandemonium" – 5:46
5. "Soul on Fire" – 4:00
6. "The Sacrament" – 4:32
7. "This Fortress of Tears" – 5:47
8. "Circle of Fear" – 5:27
9. "Endless Dark" – 5:35
10. "The Path" – 7:44
11. "Love's Requiem" - 8:35